# Celama eurrhyncha
Celama eurrhyncha är en fjärilsart som beskrevs av Turner 1944. Celama eurrhyncha ingår i släktet Celama, och familjen trågspinnare. Inga underarter finns listade.